# Enoplolaimus litoralis
Enoplolaimus litoralis är en rundmaskart som beskrevs av Schulz 1936. Enoplolaimus litoralis ingår i släktet Enoplolaimus och familjen Enoplidae. Arten är reproducerande i Sverige. Inga underarter finns listade i Catalogue of Life.